# Buquoyský palác (Staré Město)
Buquoyský palác nebo také Buquoyský dům je klasicistní dům s adresami Celetná 562/20 a Ovocný trh 562/7 na Starém Městě v Praze 1. Je od roku 1964 památkově chráněn v rámci komplexu Karolina.

## Dějiny
V místě dnešního paláce stával rozsáhlý dům již v období gotiky; jedním z majitelů byl i Zdeněk Kostka z Postupic. Dům byl později renesančně přestavěn. Počátkem 17. století patřil Voršile Benigně, manželce Bohuslava z Michalovic, jednoho z popravených vůdců českého stavovského povstání. Byl zkonfiskován, vydrancován vojskem a roku 1627 prodán hraběnce Marii Magdaleně Buquoyové, vdově po generálovi Karlu Buquoyovi. Byl pak upraven barokně. Buquoyové vlastnili dům až do roku 1754.
V roce 1762 se majitelem paláce stala Univerzita Karlova, pro kterou roku 1773 provedl architekt Antonín Prachner potřebné úpravy včetně dnešní klasicistní podoby průčelí domu. Byli zde ubytováni profesoři právnické a lékařské fakulty. Od roku 1882 v paláci krátce sídlila také Královská česká společnost nauk (předchůdce dnešní Akademie věd ČR).
V letech 1965–1971 proběhly novodobé úpravy interiéru domu pro potřeby Univerzity Karlovy (spolu se sousedními domy – Opitzův dům čp. 559, Peslovský dům čp. 560 a Jeřábkův dům čp. 561) podle projektu Jaroslava Fragnera. Od roku 1960 zde sídlila Fakulta osvěty a novinářství UK, která byla v roce 1968 nahrazena Fakultou sociálních věd a publicistiky UK. V roce 1972 byla tato fakulta, sídlící v Buquoyském domě, přejmenována na Fakultu žurnalistiky Univerzity Karlovy a její náplň byla transformována v duchu zahájené normalizace.
V letech 2020–2022 probíhala revitalizace objektů Karolina, včetně prostor Buquoyského domu.

## Architektura

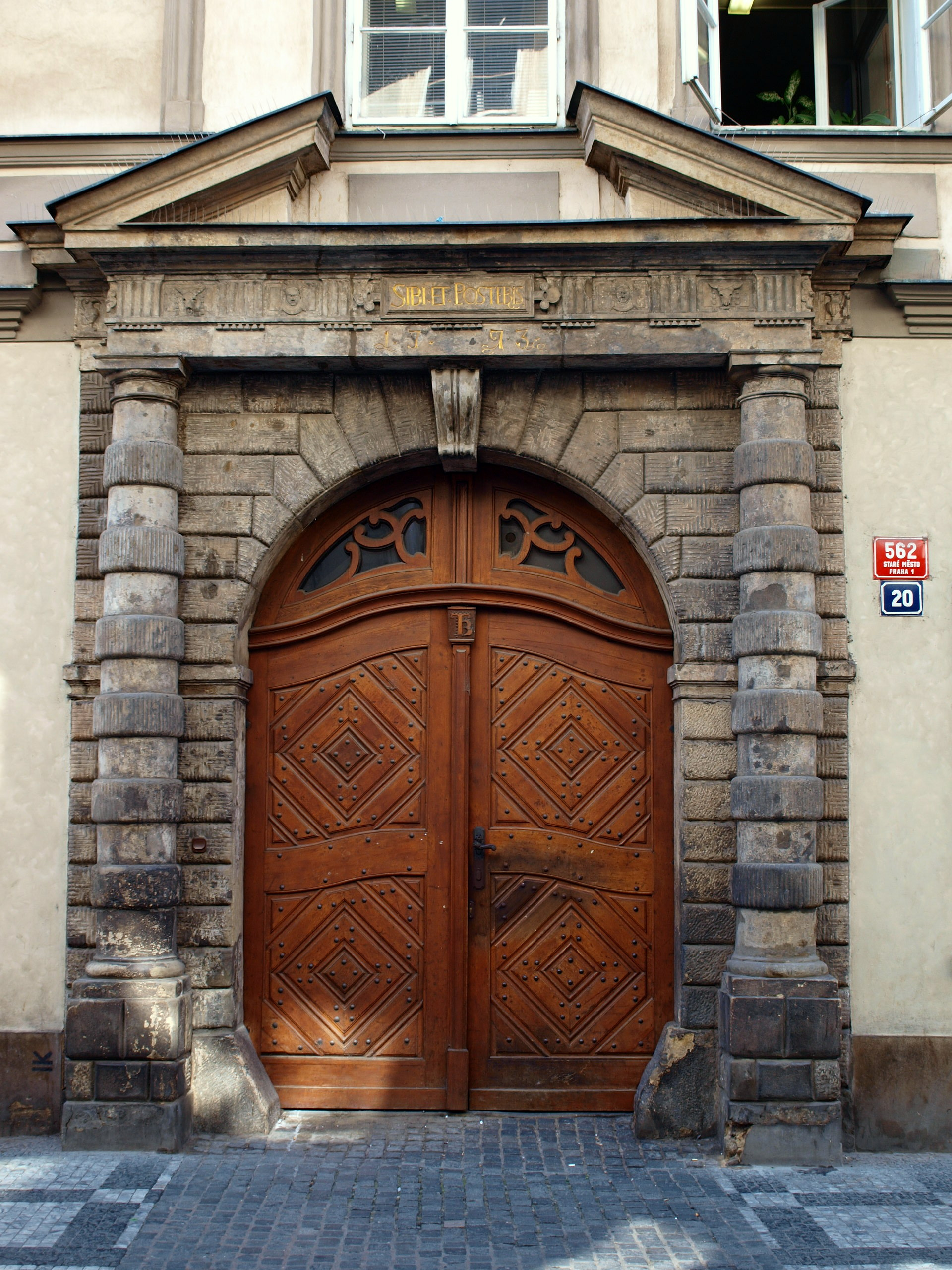
Portál paláce v Celetné ulici

Palác je čtyřkřídlý třípatrový objekt kolem protáhlého vnitřního dvora. Dochovalo se původní gotické sklepení paláce a také gotické zdivo je dochováno až do výše třetího patra. Místnosti v přízemí a hodnotný trámový strop v jedné z místností ve druhém patře jsou z období renesance. Také vstupní portál v Celetné ulici je pozdně renesanční; desku s nápisem „Sibi et Postebis“ (Sobě i potomkům) a letopočet 1773 do něj nechala doplnit univerzita.
Hlavní průčelí do Celetné je šestiosé, průčelí do Ovocného trhu je širší, osmiosé. Štuková výzdoba a detaily oken jsou na obou fasádách shodné, z téže etapy úprav kolem roku 1773.